# El vecino (película)
El vecino es una película de 2000, dirigida por el cineasta chileno Juan Carlos Bustamante, grabada en Santiago de Chile y estrenada en el mismo país el 3 de enero de 2000, para luego estrenarse a nivel nacional el 10 de agosto del mismo año.

## Argumento
Un joven cinéfilo y artista modernista marginal entabla amistad con su vecino, un criminal atormentado por un delito y en busca de perdón. La relación es compleja, y se dificulta por el constante conflicto entre el presente y el pasado.

## Reparto
| Actor         | Personaje |
| ------------- | --------- |
| José Soza     | Jofré     |
| Andrés Aliaga | Pepe      |
| Pepe Torres   | Cameraman |

## Premios

### Festival de Cine Latinoamericano deToulouse
| Año  | Premio           | Resultado |
| ---- | ---------------- | --------- |
| 2001 | Mención Especial | Ganadora  |

### Premio Altazor de las Artes Nacionales
| Año  | Categoría       | Candidato                                                     | Resultado |
| ---- | --------------- | ------------------------------------------------------------- | --------- |
| 2001 | Mejor Dirección | Juan Carlos Bustamante                                        | Nominado  |
| 2001 | Mejor Actor     | José Soza                                                     | Nominado  |
| 2001 | Mejor Montaje   | Juan Carlos Bustamante Bernardita Valenzuela Danielle Fillios | Nominado  |